# 平佐就之
平佐 就之（ひらさ なりゆき）は、戦国時代から江戸時代初期にかけての武将。毛利氏家臣で、毛利元就の側近として活躍した。父は平佐元賢。

## 出自
平佐氏は毛利氏の庶流で、毛利元春の四男・中馬忠広の次男である中馬広貞が安芸国高田郡平佐郷を領して、地名から「平佐」の名字を名乗った。広貞以降は平佐元淵、元賢、就之と続いた。

## 生涯
享禄4年（1531年）、毛利氏家臣・平佐元賢の子として生まれる。毛利元就に御手廻役として仕え、毛利氏家臣から元就への申し出の取次や使者を務める等、元就の側近として活躍し、年寄衆の一人となる。
天文9年（1540年）10月11日、吉田郡山城の戦いの局地戦である青山土取場の戦いで赤川元助（後の赤川元保）、長屋元忠、児玉元良、児玉就方、岡元良、井上元在（後の井上元光）、井上就綱らと共に尼子方の三沢為幸を打ち破った。
天文21年（1552年）7月23日、備後国の高杉城（祝城）における合戦において粟屋元国の四男である粟屋就俊が24歳で戦死したため、粟屋就俊の妻は元就の意向によって就之に再嫁した。粟屋就俊の妻はこの時男子を懐妊しており、程なくして男子が誕生したため、元就はこの男子に粟屋就俊の後を継がせて粟屋就貞と名乗らせた。
天文24年（1555年）の厳島の戦いでは元就の側近として従軍した。
弘治3年（1557年）11月25日に毛利元就が子の毛利隆元、吉川元春、小早川隆景に宛てて送った「三子教訓状」に対する返書を毛利隆元、吉川元春、小早川隆景の連名で翌11月26日に送っているが、その返書の宛先は元就の側近であった就之となっている。
永禄4年（1561年）3月27日から閏3月6日まで、毛利元就・隆元父子らが小早川隆景の居城である新高山城を訪問した際に就之もその供をしている。
永禄6年（1563年）の出雲国白鹿城攻めに従軍し、10月13日に白鹿城の支城である小高丸を桜井就綱らと共に奪取する戦功を挙げ、同年10月18日に元就から感状を与えられている。また、同年に父・元賢が死去している。
永禄11年（1568年）5月、毛利元就の命を受けて伊予出兵を終えた吉川元春と小早川隆景のもとに長井元為と共に使者として赴き、和智誠春・柚谷元家兄弟の誅殺命令を伝えたが、吉川元春と小早川隆景は凱旋の途中で従軍中の和智誠春と柚谷元家を誅殺すれば他の諸将の動揺を招き、直後に行われる北九州攻め（立花城の戦い）に悪影響が及ぶことを憂慮して元就に猶予を求めたため、和智誠春と柚谷元家は厳島の摂受坊へ監禁されることとなる。
天正元年（1573年）8月6日、就之の妻と前夫との間の子である粟屋就貞が紀伊国熊野山の音無川で溺死したため、就之は就貞の嫡男である幼い元貞を引き取って養子とした。
天正4年（1576年）2月9日、毛利輝元から安芸国の高田郡多治比、山県郡壬生、沼田郡伴、佐東郡上安、周防国都濃郡小畑の各所領を安堵されているが、天正末年の惣国検地において給地替えが行われ、天正19年（1591年）11月15日に穂井田元清、福原広俊、渡辺長、林就長、佐世元嘉、二宮就辰、内藤元栄、安国寺恵瓊の連署打渡状で、備後国芦品郡府中の木梨領内で200石を与えられた。
慶長17年（1612年）5月29日に死去。享年82。